# 栩谷川
栩谷川（とちだにがわ）は、徳島県那賀郡那賀町を流れる那賀川水系の河川である。

## 地理
那賀郡那賀町（旧木頭村）の水源から木頭村を経て那賀川に合流する。中流部の旧木頭村折宇には落差約10mの滝や落差約20mの滝がかかる。流域には八早山（1,224.8m）や勘場山（1,633.8m）等の山々が聳えている。

## 自然景勝地
- 八早山
- 勘場山

## 流域の自治体
徳島県
那賀郡那賀町